# Junkers J 2

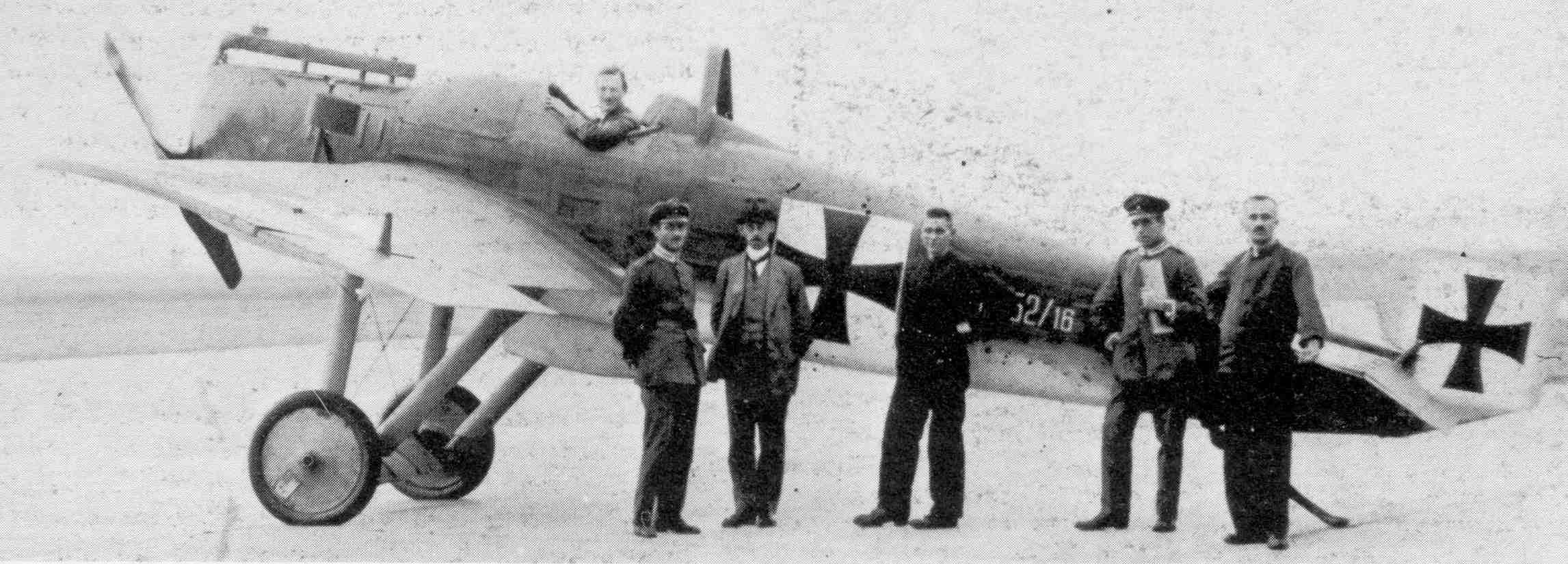
Junkers J 2 de tercera producción, 1916.

El Junkers J 2 fue el primer avión totalmente metálico concebido como un diseño de avión militar específico, el primer avión totalmente metálico destinado a ser un avión de combate, y fue el descendiente directo del pionero diseño de demostrador de tecnología de avión totalmente metálico Junkers J 1 de 1915.

## Antecedentes
Solo dos semanas después del último vuelo registrado conocido, el 18 de enero de 1916, del diseño J 1 "demostrador de tecnología" de 1915, la empresa Junkers había impresionado al Hauptmann Felix Wagenführ, jefe del IdFlieg, Inspektion der Fliegertruppen, (en castellano: Inspección de Tropas Aéreas), lo suficiente para contratar a la empresa Junkers para construir seis aviones de combate totalmente metálicos monoplanos. Cada uno iba a ser impulsado por el motor en línea Mercedes D.II como el Junkers J 1, y armado con una ametralladora calibre 7.92 mm (.312 in) MG 08 sincronizada. A las aeronaves se les asignaron los números de serie IdFlieg E.250/16 a E.255/16. La especificación era para aviones que tenían:
- Una velocidad máxima de 145|km/h
- Una duración de vuelo de 90 minutos
- Una velocidad ascensional capaz de alcanzar los 3 000 en 20 min

El contrato también especificaba que «la aeronave debe ser capaz de lograr la mayor maniobrabilidad y agilidad en vuelo», expresando una posible preocupación de la agencia gubernamental alemana en relación con el uso de la pesada chapa acero eléctrico que componía la estructura del anterior J 1. Junkers comenzó con el túnel de viento y los trabajos de diseño de con prontitud a partir de la recepción del contrato y, a finales de la primavera de 1916 se completó el primer ejemplar.

## Diseño
El Junkers J 2 se diferenciaba del J 1 por tener un capó que encerraba casi por completo el motor, un fuselaje superior e inferior redondeado en lugar de la sección rectangular del «J 1», y un recinto ventral más estrecho y profundo para el radiador, y una forma en planta estabilizador horizontal triplano que se volvería familiar más tarde, completamente de duraluminio. Los diseños de monoplanos de Junkers se construirán durante 1917-18. El timón "todo-movimiento" todavía no poseía ningún fin fijo, como en el J 1. Para una aeronave de cabina abierta, que se colocó encima del reposacabezas como protección adicional del piloto en caso de vuelco de la aeronave durante el aterrizaje, se previó un carenado de la aeronave en reposacabezas, así como la posible aparición pionera de una estructura de protección en caso de vuelco de la aeronave estructura de protección en caso de vuelco. El tren de aterrizaje era del tipo usual, pero más alto que el de los J 1, con los extremos superiores de las piernas anclados no en los largueros inferiores como en los J 1, sino en la bahía de la primera ala Rib (nervio) más allá del encastre alar, con un largo deslizamiento de cola que emergió del fuselaje trasero inferior directamente debajo del borde de ataque del estabilizador. Las alas tenían al menos tres cambios diferentes de perfil entre el encastre y la punta, y sus secciones soldadas eléctricamente para conseguir una unión más fuerte a efectos de obtener una mayor resistencia. El avión resultante estaba destinado a ser más pequeño que el demostrador J 1, pero con su estructura de acero, casi igualaba el peso completo del J 1.
Una de las características pioneras del J 2 que también se utilizaría en los posteriores monoplanos totalmente metálicos diseñados y construidos por Junkers en la Primera Guerra Mundial, fue una estructura de fuselaje delantero "unificado", que combinaba el soporte del motor, las raíces de las alas y el bastidor de la cabina en una sola estructura.

## Historia operacional
El primer ejemplar de producción del J 2, (número de serie E.250/16) fue entregado en Adlershof el 2 de julio de 1916, y comenzó su prueba de carga estática por mandato de IdFlieg. Otto Mader, uno de los diseñadores del J 2, prometió al IdFlieg que el siguiente ejemplar, E.251/16, tendría una resistencia estructural aún mayor que la del fuselaje del E.250. El leutnant Theodor Mallinckrodt, el piloto que había "saltado" por primera vez el J 1 unos siete meses antes, voló en E.251/16 en el primer vuelo del tipo el 11 de julio de 1916. Mallinckrodt hizo una buena evaluación global del avión, juzgándolo como "muy maniobrable", con buenas cualidades de giro y un comportamiento aerodinámico seguro. Poco tiempo después, los pilotos de prueba del IdFlieg, los unteroffiziers Wendeler y Max Schade comenzaron a realizar pruebas completas de evaluación de vuelo de los seis ejemplares del J 2 cuando llegaron a Adlershof.
Schade finalmente pilotaria uno de los aviones de prueba en un vuelo de Berlín a Dessau a finales del verano de 1916, alcanzando una velocidad de 180 km/h, que era, unos 16 km/h más rápido que el contemporáneo Nieuport 11 francés, pero, como el avión de prueba J 2 todavía parecía quedar corto en las pruebas de rendimiento de ascenso cuando se evaluaba en relación con los diseños de estructuras de madera, como el entonces nuevo Albatros D.I, la estructura de acero del J 2 lo hacía demasiado pesado como para poder competir en combates aéreos sobre el frente.
Al menos un ejemplar (E.253/16) del J 2 estaba equipado con alas ligeramente más largas y alerones más largos, posiblemente en un esfuerzo por reducir la carga de las alas del diseño inicial del J 2, y al menos uno de los aviones estaba equipado con el entonces nuevo motor Mercedes D.III de 119 kW (160 CV), que alcanzó los 200 km/h (120 millas por hora) a máxima velocidad.

### Deficiencias de un "avión de hierro"
A pesar de los intentos de mejorar el rendimiento y la maniobrabilidad del J 2, a finales del verano de 1916, Hugo Junkers se había dado cuenta de que el uso continuado de chapa de acero eléctrico ya no era práctico para la construcción de aviones, lo cual escribía en su diario:
Como resultado de la primera (J 1) y la segunda (J 2) aeronave, uno se daría cuenta de que la eficiencia aerodinámica era muy buena. Pensamos que nosotros (los diseñadores de Junkers) estábamos en la colina. Desafortunadamente, este no fue el caso. Tuvimos que empezar de nuevo desde el principio. La razón fue que, a pesar de la velocidad horizontal favorable, la aeronave no podía cumplir con las especificaciones militares de ascenso... tuvimos que desarrollar una aeronave que no sólo tuviera baja resistencia para facilitar la maniobra en el plano horizontal, sino que pudiera ascender bien, una aeronave con una baja relación peso/potencia....
"Esto no se podía conseguir con acero, y tuvimos que elegir un nuevo material....metal ligero. Pero no sólo la elección del acero había resultado en un alto peso; lo habíamos construido demasiado pesado porque queríamos un avión seguro y en parte porque no habíamos extraído la resistencia estructural óptima del material".
Schade, después de hacer el vuelo récord Berlín-Dessau, perdería la vida en un accidente, al entrar en un trompo el 23 de septiembre de 1916 en uno de los J 2, y este evento, combinado con la deficiente capacidad de ascenso de la serie de aviones de prueba J 2, provocó que "IdFlieg" retirara todo apoyo gubernamental (terminando así el contrato de los J 2) a los avanzados diseños de monoplazas de la empresa Junkers hasta que se seleccionara un metal más ligero, como duraluminio, para tales diseños. El primer intento de utilizar duraluminio para la construcción de fuselajes por parte de la empresa Junkers fue el diseño monoplaza de fuselaje de aluminio de un solo asiento, nunca terminado, de ala media, J 3, accionado por un motor rotativo, del cual sólo las estructuras alares cubiertas de duraluminio de lámina corrugada y el enmarcado del fuselaje tubular "desnudo", sobre todo como un ejercicio de ingeniería, se terminaron poco antes de finales de 1916.
También se cree que la promesa contrastante de las características avanzadas y de baja resistencia de los diseños de aviones monoplanos de Junkers, frente al uso de materiales experimentales no tradicionales de chapa metálica por parte de la empresa Junkers, y el hábito de la firma de experimentar casi constantemente obstruyendo cualquier esperanza futura de producir sus diseños avanzados para la "Luftstreitkräfte", obligó a "IdFlieg" a crear la "Junkers-Fokker Aktiengesellschaft", abreviada como "Jfa" y pronunciada como si se deletreara "iefa" en alemán, el 20 de octubre de 1917, para permitir que Anthony Fokker, quien incluso voló uno de los aviones J 2 en pruebas a finales de diciembre de 1916, mejore la futura producibilidad de los diseños avanzados de la firma Junkers.